# Cercyon floridanus
Cercyon floridanus är en skalbaggsart som beskrevs av Horn 1890. Cercyon floridanus ingår i släktet Cercyon och familjen palpbaggar. Inga underarter finns listade i Catalogue of Life.